# Pointe de Saint-Hernot

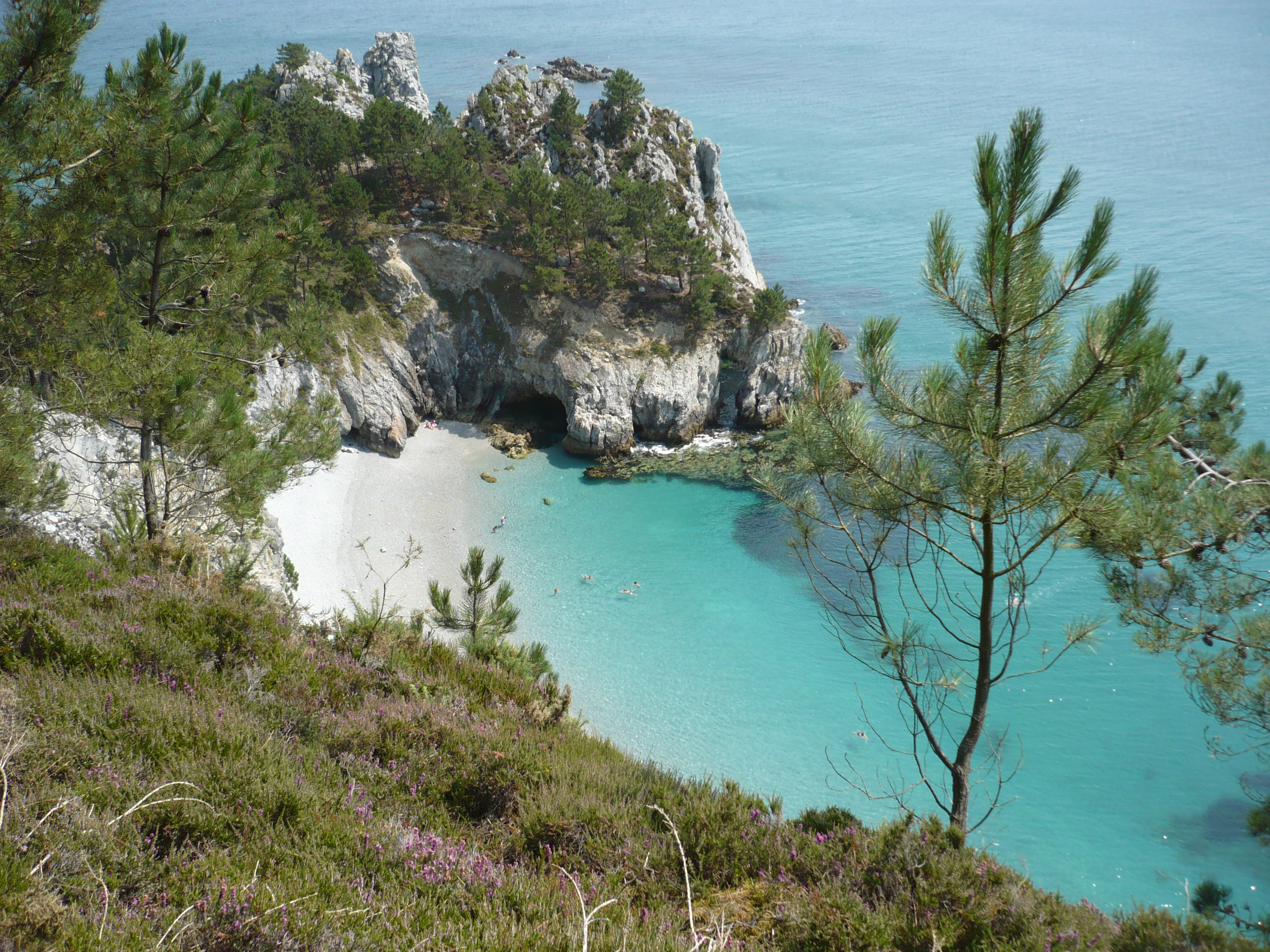
Pointe de Saint-Hernot

Die Pointe de Saint-Hernot ist ein Kap, das sich am östlichen Teil des Cap de la Chèvre in der Nähe der Stadt Saint-Hernot auf der Halbinsel Crozon im Département Finistère in der Bretagne befindet.
Der Kiesstrand an der südlichen Seite mit dem smaragdgrünen Wasser ist durch einen steilen Weg zu erreichen. Dort befindet sich auch eine kleine Grotte.